# Oscar Nygren (artist)
Axel Oscar Nygren, född 13 februari 1899 i Gottröra, död 30 mars 1978 i Stockholm, var en svensk styrkeartist. Han var morbror till skådespelaren Ramon Sylvan. 
Nygren blev känd som "Roslags-Björnen" från Gottröra. Oscars syster (Ramons mamma) var kraftatleten Miss Arona, Ester Ottilia Nygren - "världens starkaste mamma". Oscars svåger (Esters make/Ramons pappa) var boxaren Joe Sylvain (Georg Sylvan). Efter karriären tjänstgjorde Nygren som ordningsvakt vid Stockholms krogar.
Nygren dog i en träningsolycka, då hans dragapparat lossnade från väggen hemma i lägenheten i Gamla Stan, Stockholm.

## Filmmedverkan
- 1951 – Spöke på semester
- 1946 – Pengar - en tragikomisk saga
- 1946 – Möte i natten